# جو كونور (لاعب كرة قدم)
جو كونور (بالإنجليزية: Joseph Connor)‏ (1 فبراير 1986 بستوكبورت في المملكة المتحدة - ) هو لاعب كرة قدم بريطاني في مركز الوسط. لعب مع ستوكبورت كونتي وماكليسفيلد تاون ونادي ساوثبورت ونادي هيرفورد وCharlotte Eagles ‏ وأشتون يونايتد وFort Wayne Fever ‏.

## وصلات خارجية
- جو كونور على موقع قاعدة بيانات كرة القدم.إي يو (الإنجليزية)
- جو كونور على موقع Soccerbase.com (لاعب) (الإنجليزية)
- جو كونور على موقع Soccerway.com (الإنجليزية)